# Awareness Ribbon
Awareness Ribbons (engl., etwa ‚Bewusstsein-Bänder‘) sind kleine Schleifen, die als Zeichen der Solidarität mit einer bestimmten Gruppe meist am Revers getragen werden. Des Weiteren werden diese als Symbol in einer Vielzahl von Anwendungen u. a. in sozialen Netzwerken genutzt. Die Form der Awareness Ribbons ist in der Regel identisch. Unterschieden werden sie durch die jeweilige Farbgebung.
Die Farbgebung selbst ist jedoch nicht eindeutig. In verschiedenen Ländern werden die Farben zum Teil unterschiedlich interpretiert. Auch werden Farben mehrfach, also für verschiedene Zwecke gleichzeitig, verwendet. Es besteht das Risiko, dass die Botschaft, die vermittelt werden soll, missverstanden oder nicht wahrgenommen wird.
Die folgende Tabelle stellt daher nur eine Auswahl an möglichen Verwendungszwecken dar:
| Farbe                                        | Schleife                    | Solidarisierte Gruppe, Aktionstag |
| -------------------------------------------- | --------------------------- | --- |
| Rosa Schleife                                |                             | Brustkrebs, siehe auch Brustkrebsmonat Oktober |
| Rote Schleife                                |                             | - AIDS-Kranke und HIV-Infizierte, siehe auch Welt-AIDS-Tag. - Eine abgewandelte Variante erinnert an Krebs für Feuerwehrleute |
| Gelbe Schleife                               |                             | - Soldaten - politische Gefangene - Betroffene von Sarkomen und Endometriose |
| Grüne Schleife (hellgrün mit weißer Schrift) |                             | Solidarität mit Betroffenen von (sexueller) Gewalt in der Kindheit und Jugend Grün = Farbe der Hoffnung; Weiß = Farbe der Gerechtigkeit; #OB8 bzw. OB8 = Obacht; für eine Kultur des Hinsehens und Hinhörens. |
| Grün                                         |                             | Mentale Gesundheit, Entstigmatisierung psychischer Erkrankungen, siehe auch Welttag für psychische Gesundheit |
| Grün                                         |                             | Für Toleranz und den liberalen Grundsatz von „In necessariis unitas, in dubiis libertas, in omnibus caritas“ |
| Meergrüne Schleife                           |                             | Welttag des Stotterns |
| Türkis mit weißen Punkten                    | Lymphschleife türkis punkte | Lymphschleife: lymphologische Erkrankungen wie Lymphödem und sekundäres Lymphödem |
| Blau-weiße Schleife                          |                             | Juden bzw. Antisemitismus |
| Hellblaue Schleife                           |                             | Prostatakrebs |
| Blue Ribbon                                  |                             | - Für Meinungs- und Redefreiheit (siehe Blue Ribbon – Free Speech Online) - gegen Stalking und Mobbing - ME/CFS, kolorektales Karzinom, Prostatakrebs |
| Lila                                         |                             | - CED (Morbus Crohn und Colitis ulcerosa), Fibromyalgie und Epilepsie, siehe auch Purple Day - Häusliche Gewalt |
| Lila mit weißen Punkten                      |                             | Mastzell-Erkrankungen (MCAS und Mastozytose) |
| Grau                                         |                             | - Krebs (Hirnturmore wie z. B. Glioblastom), siehe auch Welt-Hirntumor-Tag sowie Weltkrebstag - Diabetes, siehe auch Weltdiabetestag; Asthma bronchiale |
| Weiße Schleife                               |                             | - Gegen häusliche Gewalt, siehe auch Internationaler Tag zur Beseitigung von Gewalt gegen Frauen - Lungenkrebs |
| Schwarze Schleife                            |                             | Trauer allgemein (besonders z. B. Terroranschläge, Suizid) |
| Bunt „gepuzzelt“                             |                             | Autistic Pride Day, auch Welt-Autismus-Tag |
| Blau, Rot, Weiß                              |                             | Schutzschleife: Solidarität mit Einsatzkräften von Polizei, Feuerwehr und Rettungsdienst (Kampagne des Hessischen Innenministeriums seit 2015) Das NRW-Innenministerium gibt seit 2020 eine abgewandelte Schutzschleife, an der zusätzlich einen Schild mit die Aufschrift „NRW zeigt Respekt“ befestigt ist, heraus. |
| Blau-Lila-Rot                                | blau-lila-rote-Schleife     | Inklusion |
| Silber mit roter Schrift                     |                             | Demokratie und gesellschaftlicher Zusammenhalt |
| Orange Schleife                              |                             | Multiple Sklerose Leukämie |
| Orange Venen- und Bandagen-Schleife          |                             | Venengesundheits- und Kompressionsbewusstsein |
| Rot-Blau-Gelbe Schleife                      |                             | Awareness-Ribbon (Schleife) zur Erhöhung der Aufmerksamkeit für Gefäß- und Ödemerkrankungen. Rot = Arterien, Blau = Venen, Gelb = Lymphgefäß |